# Stomoxys xanthomelas
Stomoxys xanthomelas är en tvåvingeart som beskrevs av Émile Roubaud 1937. 
Stomoxys xanthomelas ingår i släktet Stomoxys och familjen husflugor. Inga underarter finns listade i Catalogue of Life.